# Izberbaš
Izberbaš (in russo Изберба́ш?) è una città della Russia europea meridionale, situata nella Repubblica Autonoma del Daghestan. Il nome della città si traduce dalla lingua cumucca come "L'impronta di una testa" (traduzione semantica: l'inizio del confine). Nel 2005, Izberbaš ha vinto il primo posto al concorso della città più confortevole in Russia nella categoria delle città con una popolazione fino a 100.000 abitanti. Izberbaš noto soprattutto come una città di petrolio, ma ora sta sviluppando attivamente il resort e il potenziale ricreativo.

## Storia
Gli archivi russi contengono dati della esistenza sul territorio del moderno Izberbash di un insediamento storico Ulla-Izbar nei pressi del Monte Izberg, che è apparso nel XVII secolo e era ripetutamente distrutto e ricostruito durante le guerre. Per esempio, la menzione di esso è presente nei registri di Pietro I dal 1722.
La prima tendopoli dei lavoratori è stata creata qui nel 1931. Nel 1935 hanno cominciato a sviluppare i primi grandi pozzi di petrolio. La condizione della città Izberbaš ha ricevuto il 28 giugno del 1949. Da allora, la popolazione della città è in costante crescita.

## Geografia fisica

### Territorio
Sorge lungo la costa caspica occidentale, nel pedemonte settentrionale del Gran Caucaso, circa 60 chilometri a sud della capitale Machačkala.

### Clima
Secondo la classificazione dei climi di Köppen, Izberbaš ha un clima steppico con inverni miti, in cui la neve dura solo due settimane all'anno, le estati sono invece calde e afose. Il clima è fortemente influenzato dal Mar Caspio, così l'autunno è lungo e caldo, e la primavera arriva in ritardo. 
Le precipitazioni medie annue si attestano a 350 mm, vale a dire, le piogge qui non sono frequenti. L'umidità relativa media annua fa registrare il valore di 69,5%, e la velocità media del vento è di 5,0 m/s.
| Izberbaš CLIMATE-DATA.ORG | Mesi | Mesi | Mesi | Mesi | Mesi | Mesi | Mesi | Mesi | Mesi | Mesi | Mesi | Mesi | Stagioni | Stagioni | Stagioni | Stagioni | Anno |
| Izberbaš CLIMATE-DATA.ORG | Gen  | Feb  | Mar  | Apr  | Mag  | Giu  | Lug  | Ago  | Set  | Ott  | Nov  | Dic  | Inv      | Pri      | Est      | Aut      | Anno |
| ------------------------- | ---- | ---- | ---- | ---- | ---- | ---- | ---- | ---- | ---- | ---- | ---- | ---- | -------- | -------- | -------- | -------- | ---- |
| T. max. media (°C)        | 3,9  | 4,3  | 7,7  | 14,5 | 21,1 | 26,3 | 29,2 | 29,8 | 24,0 | 17,7 | 11,3 | 6,5  | 4,9      | 14,4     | 28,4     | 17,7     | 16,4 |
| T. media (°C)             | 0,8  | 1,3  | 4,5  | 10,5 | 17,0 | 22,1 | 25,2 | 24,7 | 20,1 | 14,1 | 8,2  | 3,6  | 1,9      | 10,7     | 24,0     | 14,1     | 12,7 |
| T. min. media (°C)        | −2,2 | −1,6 | 1,3  | 6,6  | 12,9 | 17,9 | 21,2 | 19,6 | 16,3 | 10,6 | 5,2  | 0,8  | −1,0     | 6,9      | 19,6     | 10,7     | 9,0  |
| Precipitazioni (mm)       | 23   | 31   | 22   | 20   | 29   | 24   | 26   | 24   | 40   | 46   | 33   | 32   | 86       | 71       | 74       | 119      | 350  |

## Società

### Evoluzione demografica
dal 1959 al 2016

### Composizione etnica

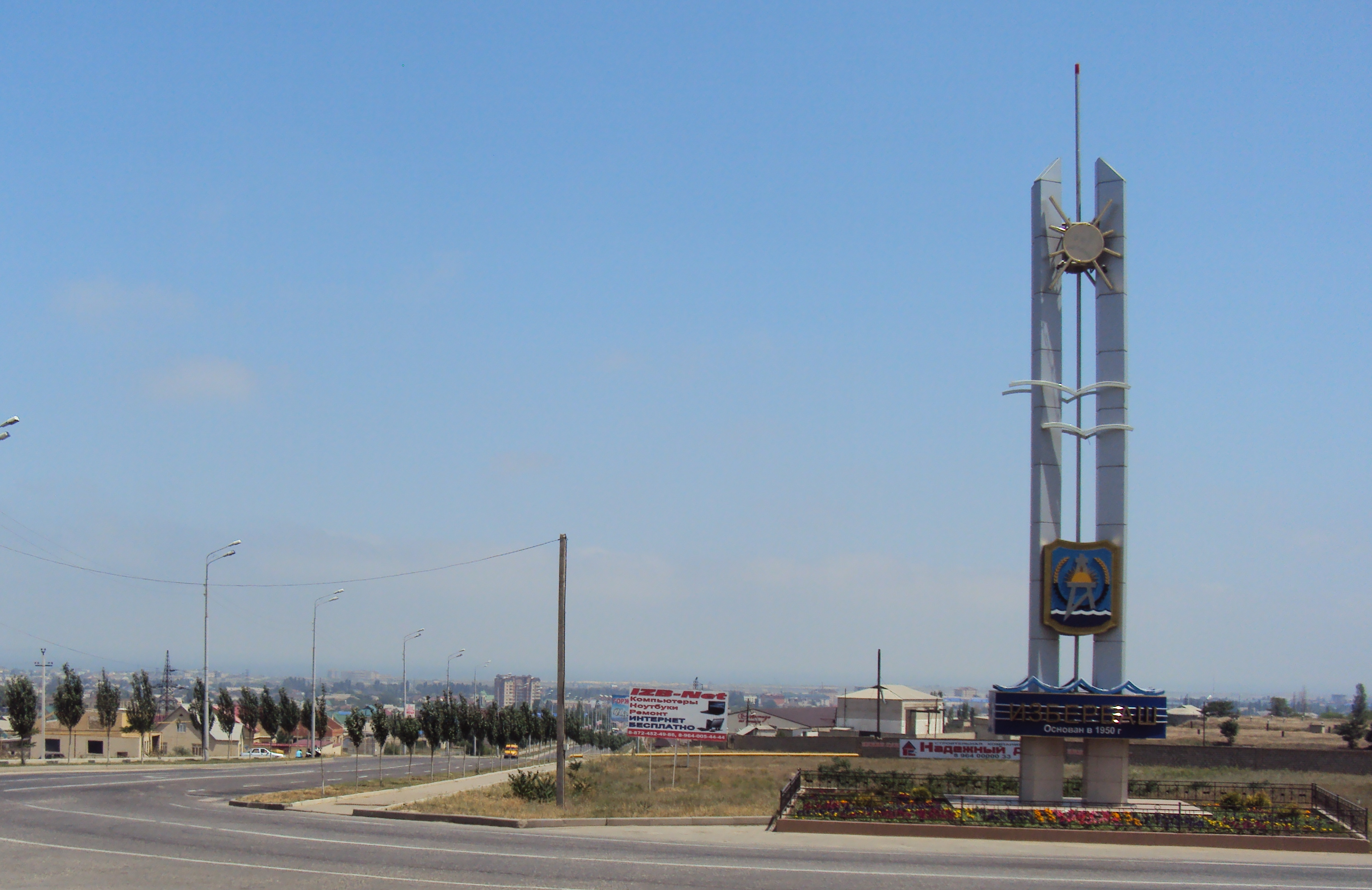
L'ingresso a Izberbaš

Secondo il censimento del 2010:
| Etnia             | Numero di persone | La proporzione della popolazione totale, % |
| ----------------- | ----------------- | ------------------------------------------ |
| Darguini          | 36 115            | 64,9 %                                     |
| Cumucchi          | 8 424             | 15,14 %                                    |
| Lezgini           | 4 347             | 7,81 %                                     |
| Russi             | 2 067             | 3,71 %                                     |
| Avari             | 1 932             | 3,47 %                                     |
| Laki              | 1 402             | 2,52 %                                     |
| Tabassarani       | 466               | 0,84 %                                     |
| Azeri             | 274               | 0,49 %                                     |
| Altre nazionalità | 468               | 0,84 %                                     |
| Non identificati  | 151               | 0,27 %                                     |
| Totale            | 55 646            | 100,0 %                                    |

## Amministrazione
Dal 2015 sindaco della città è Suleymanov Abdulmajid Valibagandovič.